# 大分師範学校
大分師範学校 （おおいたしはんがっこう） は第二次世界大戦中の1943年 （昭和18年） に、大分県に設置された師範学校である。
本項は、大分県師範学校・大分県女子師範学校などの前身諸校を含めて記述する。

## 概要
- 大分県師範学校・大分県女子師範学校の統合・官立移管により設置され、男子部・女子部を置いた。
- 1874年 （明治7年） 創立の師範学校伝習所を起源とする。
- 第二次世界大戦後の学制改革で新制大分大学学芸学部 （現・教育学部） の母体となった。
- 同窓会は 「大分大学教育福祉科学部同窓会 （豊友会）」 と称し、旧制 （大分師範・大分青師）・新制 （学芸学部・教育学部・教育福祉科学部） 合同の会である。

## 沿革

### 大分県立期

#### 師範学校伝習所
- 1872年（明治5年）8月 - 大分県、福澤諭吉の提唱により大分小校および分校11校を設置公布。

洋式の小学校兼教員養成校 （学制準拠の学校ではなかった）。教員養成の修業期間は2ヶ月。
- 1874年（明治7年）
  - 1月 - 大分小校を廃止し、旧藩校跡に府内学校・師範学校伝習所を設置[1]。分校11校は学制準拠の小学校となり、府内学校は大分市立荷揚町小学校の源流となった。
  - 8月 - 師範学校伝習所開所 （伝習期間60日）。
- 1875年（明治8年）
  - 1月 - 第3回生徒募集で入所資格を満16歳-40歳とする[2]。
  - 5月 - 附属小学校を設置。
  - 9月 - 教則を制定。伝習期間6ヶ月 （5級制） となる。
- 1876年（明治9年）2月 - 火災で類焼し光西寺 （現・大分市末広町） に移転。

#### 旧・大分県師範学校
- 1876年（明治9年）10月 - 大分町開墾地 （現・大分市大手町、大分県庁） の新校舎に移転、大分県師範学校と改称。修業年限を2年 （4級制） とする。初代校長は麻生貞樹。
- 1877年（明治10年） - 西南戦争の影響で度々休校。
- 1879年（明治12年）7月 - 本科2年制、予備科3年制となる。
- 1883年（明治16年）
  - 2月 - 師範学校教則大綱に準拠し規則を制定。初等科 （1年）・中等科 （2年半）・高等科 （4年） を設置。
  - 4月 - 附属小学校開校。

#### 大分県尋常師範学校
- 1886年（明治19年）9月 - 師範学校令に準拠し大分県尋常師範学校と改称 （本科4年制）。
- 1887年（明治20年）4月 - 校舎改築竣工。

#### 大分県師範学校
- 1898年（明治31年）4月 - 師範教育令に準拠し大分県師範学校と改称。
- 1900年（明治33年）3月 - 大分郡西大分町字駄原 （現・大分市王子北町） に新校舎落成。春日浦校舎と称された。
- 1907年（明治40年）2月 - 大分県女子師範学校を創設。それに伴い、従来の大分県師範学校は男子校となる。
- 1908年（明治41年）2月 - 学則改訂[3]。本科第一部 （4年制、15歳以上対象）・本科第二部 （1年制、中学校卒対象）・小学校教員講習科を設置。
- 1924年（大正13年）10月 - 生徒による同盟休校事件発生。主に7項目 （生徒処分問題、学校運営に関する説明など） を要求。
- 1925年（大正14年）
  - 4月 - 本科第一部を5年制に変更 （2年制高等小学校卒対象に変更）。
  - 9月 - 学則を改訂。
- 1926年（大正15年）4月 - 専攻科 （1年制） を設置。
- 1931年（昭和6年）- 教員数調整のため、本科第二部を廃止[4]。
- 1939年（昭和14年）- 傷痍軍人尋常小学校准教員養成講習科を設置。

#### 大分県女子師範学校
- 1907年（明治40年）2月 - 大分県女子師範学校設置。
- 1908年（明治41年）4月 - 第1回入学。
  - 長池町 （現・大手町） の県立大分高等女学校 （現・大分上野丘高等学校） に併設。
  - 本科第一部 （4年制）・本科第二部 （1年制、高等女学校卒対象） を設置。
  - 初代校長： 野島藤太郎[5]。
- 1909年（明治42年）- 本科第二部の募集を停止。
- 1911年（明治44年）4月 - 長浜通りの独立校舎に移転。現・大分市長浜町、大分市立長浜小学校校地。
- 1912年（明治45年）4月 - 落成式を挙行。
- 1915年（大正4年）- 本科第二部を再設置。
- 1919年（大正8年）- 本科第二部を常置。
- 1925年（大正14年）
  - 4月 - 本科第一部を5年制に変更 （2年制高等小学校卒対象に変更）。本科二部を2年制に延長[6]。
  - 9月 - 学則改訂。
- 1930年（昭和5年）- 県立第二高等女学校 （現・大分上野丘高等学校） を併設。
- 1931年（昭和6年）- 教員数調整のため、本科第二部募集中止[4]。

### 官立期

#### 大分師範学校
- 1943年（昭和18年）4月1日 - 大分県師範学校・大分県女子師範学校を統合し、官立大分師範学校設置。
  - 旧大分県師範学校校舎に男子部、旧大分県女子師範学校校舎に女子部を設置。
  - 本科 （3年制。中等学校卒対象）・予科 （2年制。高等小学校卒対象） を設置。
- 1945年（昭和20年）
  - 5月 - 空襲で女子部校舎に被害。
  - 7月17日 - 空襲で男子部・女子部とも校舎の大半を焼失。
  - 9月 - 授業を再開。大分市上野の第12海軍航空廠少年工宿舎跡を使用。
- 1947年（昭和22年）2月 - 日下恒校長を団長として大分師範復興運動を展開。同窓会・父兄会・教職員からの寄附、生徒のアルバイト代等で約180万円を集めた。
- 1948年（昭和23年）4月 - 大分市駄の原字野中 （現・王子新町） の旧陸軍歩兵第47連隊兵舎跡 （大分陸軍少年飛行兵学校跡） に全校移転。
- 1949年（昭和24年）5月31日 - 新制大分大学発足。大分師範学校は大分青年師範学校と共に学芸学部の母体として包括された。
- 1951年（昭和26年）3月 - 大分大学大分師範学校 （旧制）が廃止。

## 歴代校長
大分県師範学校（前身諸校を含む）
- 麻生貞樹
- 毛利莫:1885年2月 - 1885年9月[7]
- 鎌田栄吉:1887年6月10日[8] - 1889年2月21日[9]
- 小野楨一郎:1889年6月19日[10] -
- 小野楨一郎:1892年4月1日 - 1897年4月23日
- 奥田教佶:1897年4月23日 - 1899年6月28日
- 三橋得三:1899年6月28日 - 1900年6月21日
- 土肥健之助:1900年6月21日 - 1903年1月21日
- 阿部判三郎:1903年3月4日 - 1905年5月29日
- 泥谷良次郎:1905年6月5日 - 1907年6月14日
- 峰是三郎:1907年6月14日 -

大分県女子師範学校
- 野島藤太郎:1907年6月14日 - 1912年2月22日
- 岩永五郎一:1912年2月22日 - 1917年2月12日
- 島田民治:1917年2月12日 -

大分師範学校
- 上田剛:1943年4月1日[11]　-
- 日下恒：

## 校地の変遷と継承
大分師範学校男子部
前身の大分県師範学校から引き継いだ大分市駄の原 （現・王子北町、通称春日浦校舎） の校地を使用したが、第二次世界大戦末期の1945年7月、空襲で校舎の大半を焼失した。戦後は市内上野の第12海軍航空廠少年工宿舎跡を仮校舎として授業を再開した。全校挙げての復興運動で得た寄附金により、1948年4月に大分市駄の原字野中 （現・王子新町） の旧陸軍施設跡に移転した。駄の原校地は後身の新制大分大学学芸学部に引き継がれ、同学部が1966年に教育学部と改称後、1968年4月に現在の旦野原キャンパスに移転するまで使用された。
春日浦校舎の跡地には1947年に大分県立春日浦野球場が建設されたが、1980年に開場した新大分球場に役目を譲り、解体された。跡地はフレスポ春日浦となっている。王子新町の旧校地には、現在も大分大学教育学部の附属校（幼稚園・小学校・中学校・特別支援学校）が存在する。
大分師範学校女子部
前身の大分県女子師範学校から引き継いだ大分市長浜町の校地を使用したが、1945年5月・7月の空襲で校舎の大半を焼失した。旧長浜校舎の跡地は、市立長浜小学校となっている。

## 著名な出身者
- 安部定 - 労働運動家・参議院議員
- 一松定吉 - 検事、衆議院議員・参議院議員
- 岩男仁蔵 - 参議院議員
- 衛藤衛 - 宣教師
- 庄武憲太郎 - 作詞家、代表作「大分県行進曲」
- 本郷公威 - 教員・衆議院議員
- 松原一彦 - 衆議院議員・参議院議員
- 二宮武夫 - 参議院議員
- 原尻束 - 衆議院議員

## 関連文献
- 大分大学五十年史編纂委員会（編） 『大分大学五十年史』 大分大学、2003年3月、13頁-16頁・147頁-153頁。
- 大分県教育百年史編集事務局（編） 『大分県教育百年史 : 第1巻 通史編 (1)』 大分県教育委員会、1976年3月、304頁-326頁・605頁-621頁・635頁-637頁・848頁-866頁。
- 大分県教育百年史編集事務局（編） 『大分県教育百年史 : 第2巻 通史編 (2)』 大分県教育委員会、1976年3月、245頁-246頁・816頁-819頁・822頁-825頁。
- 大分県総務部総務課（編） 『大分県史 : 近代篇 1』 大分県、1984年3月、475頁-476頁・490頁-491頁。
- 『官報』